# Miezemuizen
Miesmuizen en miesmuizers en de door epenthesis hiervan afgeleide nevenvormen miezemuizen en miezemuizers zijn door Annie M.G. Schmidt bedachte neologismen. Ze worden onder andere gebruikt in de op het korte verhaal "De miesmuizers" gebaseerde musical Fluitje van een cent. Miezemuizers of miesmuizers zijn mensen die "nooit tevreden zijn en voortdurend mopperen op een kleinzielige manier". 